# Албит
Албит (на латински: albus) – минерал от групата на фелдшпатите , един от най-разпространените минерали. Химична формула: NaAlSi3O8. Цветът му е бял с примеси от бледо синьо до бледо лилаво.

## Свойства
Състав в %: Na2О – 11,67; Al2О3 – 19,35; SiO2 – 68,44. Примеси: К, Ca, Rb, Cs. Топи се трудно, слабо разтворим е в киселини.

## Находки
За първи път е описан през 1815 г. в Швеция. Други места на проявление: Австралия, Кения, Индия, Япония, Австрия, Германия, Норвегия, Полша, Франция, Италия, Швейцария, Украйна, Русия (Карелия, Кола, Урал).

## Приложение
Прилага се в керамичното производство, в бижутерийното производство и за научни изследвания.